# Prix Solstice
 (janvier 2023).
Le prix Solstice est un prix attribué par les membres de la Science Fiction and Fantasy Writers of America depuis 2009.
Il récompense une personne vivante ou décédée ayant eu un impact significatif dans le domaine des littératures de l'imaginaire.

## Palmarès
- 2009 : Kate Wilhelm, A. J. Budrys et Martin H. Greenberg
- 2010 : Tom Doherty (en), Terri Windling et Donald Wollheim
- 2011 : Michael Whelan et James Tiptree, Jr
- 2012 : Octavia E. Butler et John Clute
- 2013 : Carl Sagan et Ginjer Buchanan (en)
- 2014 : Joanna Russ et Stanley Schmidt (en)
- 2015 : Terry Pratchett
- 2016 : Peggy Rae Sapienza (en) et Toni Weisskopf (en)
- 2017 : Gardner R. Dozois et Sheila Williams
- 2018 : Neil Clarke (en) et Nisi Shawl
- 2019 : David Gaughran (en) et John Picacio (en)
- 2020 : Ben Bova, Rachel Caine et Jarvis Sheffield
- 2021 : Petra Mayer (en), Arley Sorg et Troy L. Wiggins
- 2022 : Greg Bear et Cerece Rennie Murphy
- 2023 : Jennell Jaquays
- 2024 : Eugen Bacon (en)